# دارين ووكر (محامي)
دارين ووكر (بالإنجليزية: Darren Walker)‏ هو محامي أمريكي، ولد في 1960 في لافاييت في الولايات المتحدة.